# 1616 Філіпофф
1616 Філіпофф (1616 Filipoff) — астероїд головного поясу, відкритий 15 березня 1950 року.
Тіссеранів параметр щодо Юпітера — 3,268.